# Ojrzeń (województwo łódzkie)
Ojrzeń – wieś w Polsce położona w województwie łódzkim, w powiecie radomszczańskim, w gminie Gidle.
W latach 1975–1998 miejscowość administracyjnie należała do województwa częstochowskiego.
Na terenie miejscowości znajduje się dawny młyn wodny. 